# Denkmal Befreiungskriege Kaltenmark

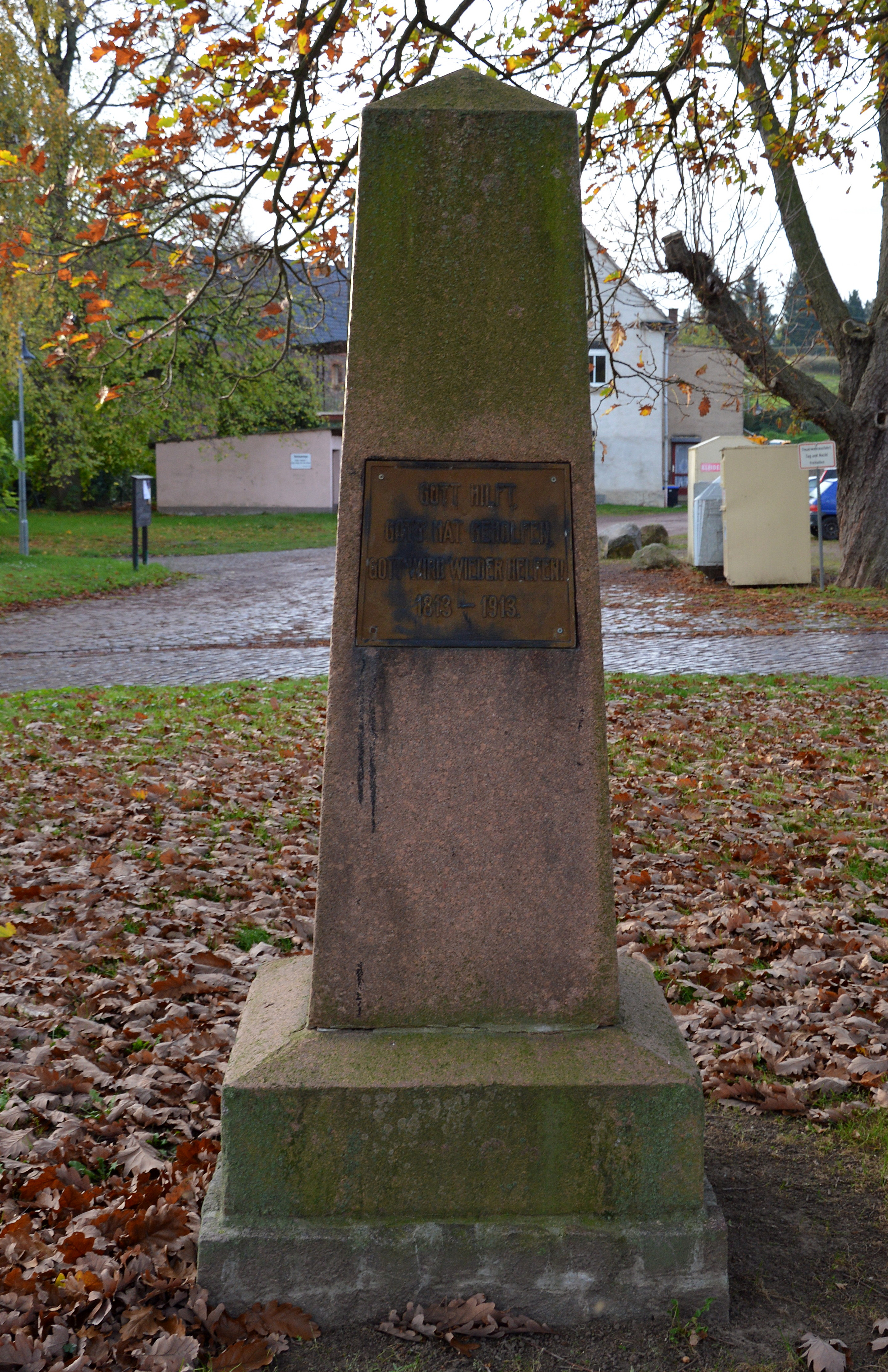
Denkmal Befreiungskriege Kaltenmark

Das Denkmal Befreiungskriege Kaltenmark ist ein denkmalgeschütztes Denkmal im Ortsteil Kaltenmark der Gemeinde Petersberg in Sachsen-Anhalt.
Im örtlichen Denkmalverzeichnis ist das Kriegerdenkmal unter der Erfassungsnummer 094 55148 als Baudenkmal verzeichnet.
Das Kriegerdenkmal steht auf einer Grünfläche am Am Anger in Kaltenmark. Bei dem Kriegerdenkmal handelt es sich um eine 1913 errichtete Stele aus Porphyr mit einer Gedenktafel. Die Inschrift der Gedenktafel lautet Gott hilft, Gott hat geholfen, Gott wird wieder helfen.1813-1913. Anlass der Errichtung des Denkmals war der 100. Jahrestag der Beendigung der Befreiungskriege, auf die die Inschrift verweist. Die Inschrift entstand möglicherweise auch erst etwas später während des Ersten Weltkrieges.